# Osteuropa

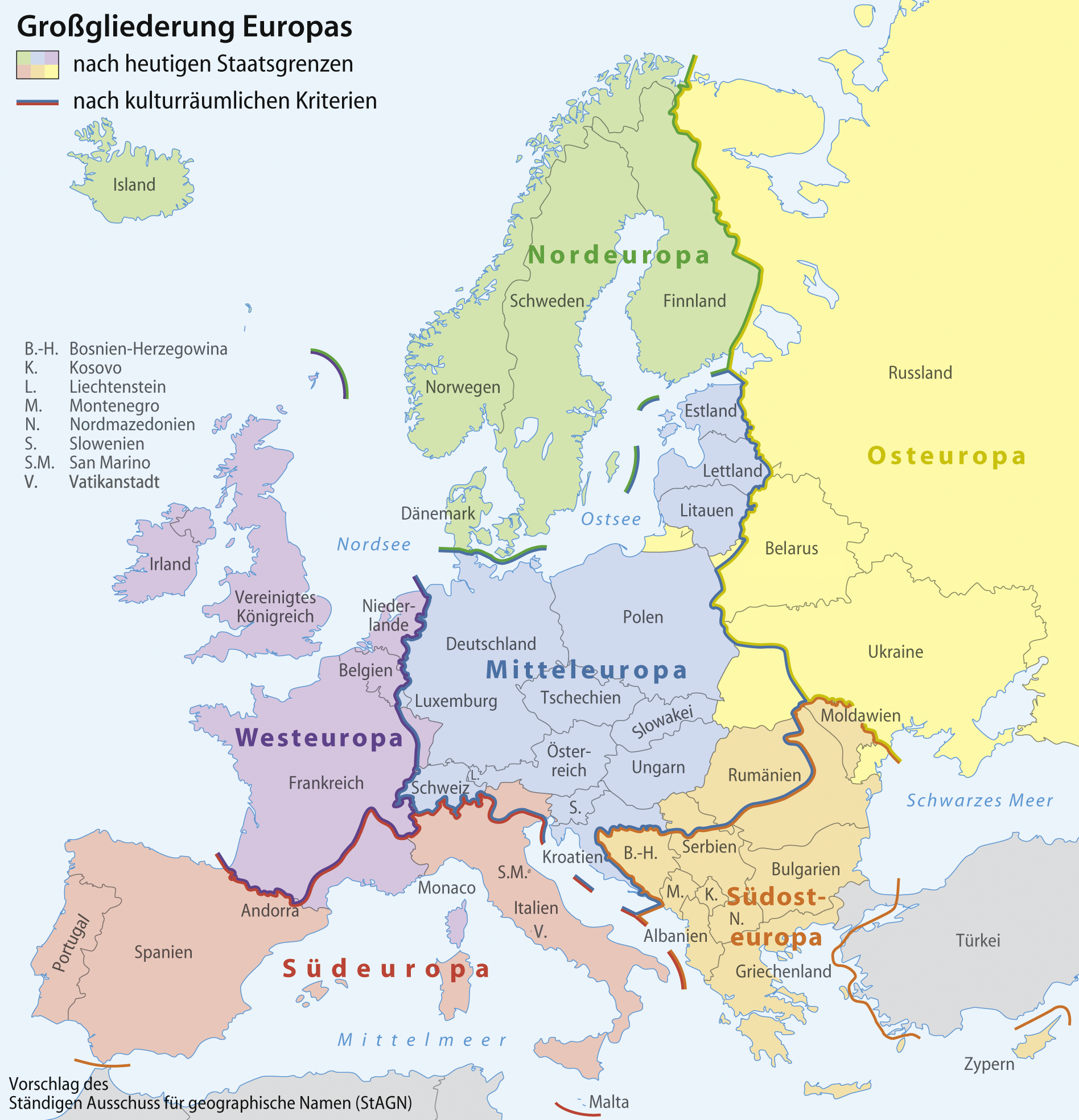
Vorschlag des Ständigen Ausschusses für geographische Namen zur Abgrenzung Osteuropas

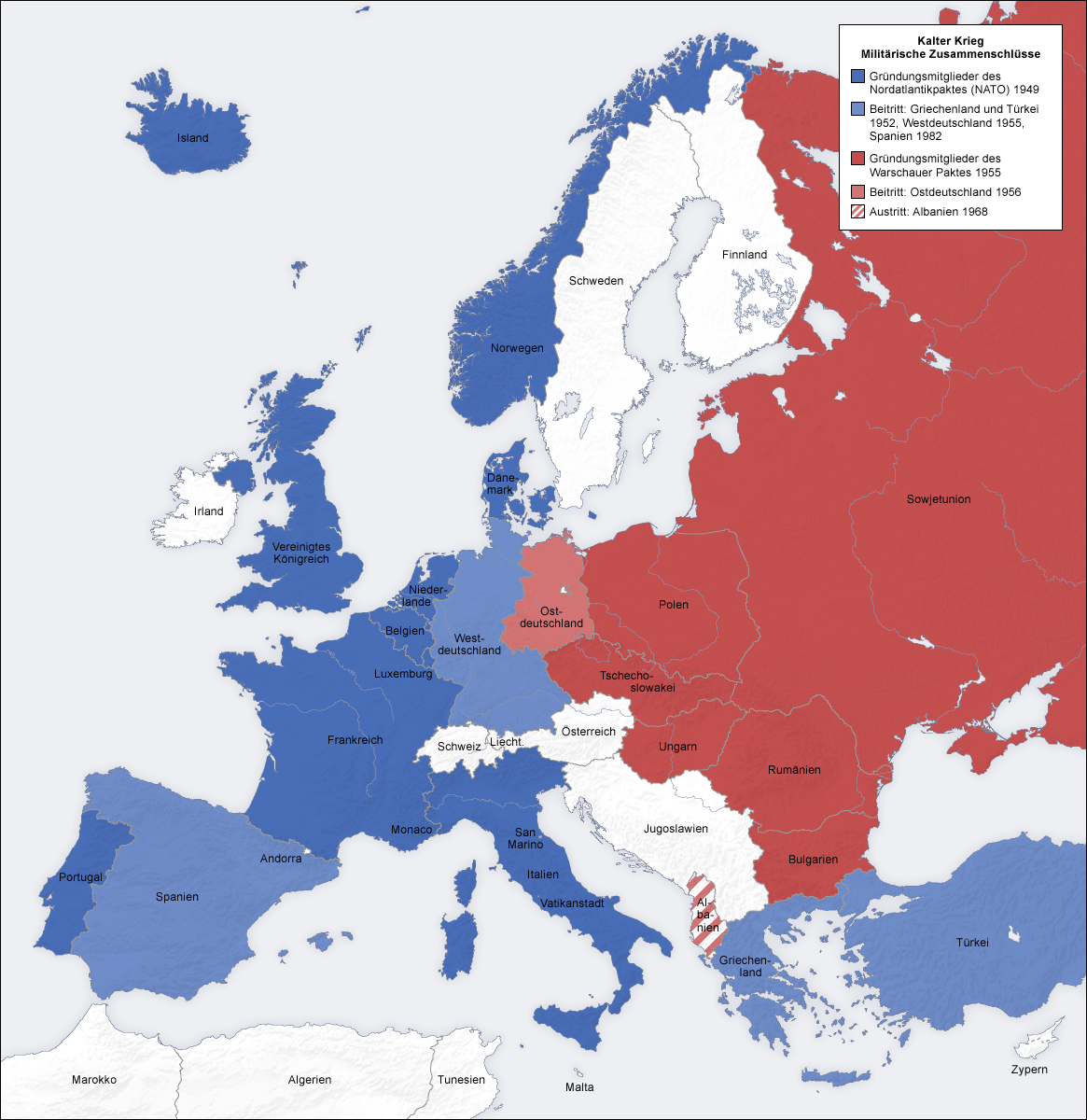
Die ehemaligen Ostblockstaaten in Rot

Mit Osteuropa wird der östliche, Mitteleuropa benachbart gelegene Teil Europas bezeichnet. Eine speziellere Definition des Begriffes Osteuropa hängt davon ab, in welchem Zusammenhang diese Bezeichnung verwendet wird:
- Im geografischen Sinne umfasst Osteuropa neben dem europäischen Teil Russlands und dem nordwestlichen Teil Kasachstans auch den mittleren und östlichen Teil der Ukraine, während ihr äußerster Südwesten (Karpatenukraine, Bukowina und Galizien) häufig Mitteleuropa zugeordnet wird. Hinzugezählt wird auch der allergrößte Teil von Belarus. Allerdings liegt ein großer Teil Osteuropas nördlich von Mitteleuropa, und Städte wie Sankt Petersburg („Venedig des Nordens“), Nowgorod und Murmansk liegen nördlicher als viele skandinavische (nordeuropäische) Städte. Nordwestrussland wurde deshalb bis zur Mitte des 19. Jahrhunderts meist zu Nordeuropa gerechnet. Am geografisch korrektesten für dieses Gebiet ist der Begriff Nordosteuropa. Die bestimmende Landschaftsform in Osteuropa ist die riesige Osteuropäische Ebene, die sich unter anderem bis zum Osteuropa von Asien abtrennenden Ural-Gebirge erstreckt und im Norden bis zum Nordpolarmeer reicht. Die Ostgrenze Osteuropas zu Asien ist vor allem im Südosten zwischen Ural und Schwarzem Meer nicht eindeutig definiert.
- Im historischen Kontext werden mit Osteuropa die Ukraine, der europäische Teil Russlands, Belarus und Moldau zusammengefasst. Gelegentlich werden auch die kaukasischen Länder Georgien, Armenien und bedingt Aserbaidschan als Teil Osteuropas gesehen. Von Christian Giordano und anderen Wissenschaftlern wird eine der sechs historischen Regionen Europas „Osteuropa“ genannt. Die osteuropäischen Länder sind historisch und kulturell weitgehend von der orthodoxen Kirche geprägt (das islamische Aserbaidschan ausgenommen) und standen – im Gegensatz zum osmanisch beherrschten Balkan – unter der Herrschaft des Russischen Reiches. Wie auch die Balkanländer waren die Länder Osteuropas lange Zeit rückständige Agrarstaaten (vgl.: Zwischeneuropa) und hatten keinen oder nur einen beschränkten Anteil an den gesellschaftlichen Entwicklungen der Renaissance, Reformation und Aufklärung der Westlichen Welt. Dass sich der Kommunismus ab 1917 zunächst in Russland und später infolge des Zweiten Weltkrieges auch in anderen Ländern durchsetzte und einige Jahrzehnte behaupten konnte, widersprach als eher kuriose Entwicklung den Erwartungen des Marxismus, wenn auch die Rückständigkeit des Großraums eine in gewisser Weise günstige Ausgangsposition für einen eigenständigen sozialistischen Modernisierungsansatz geboten haben mag.[1]
- Im ethnischen, sprachlichen und kulturellen Sinn bezeichnet Osteuropa oft den Teil Europas, der von den slawischen Völkern bewohnt wird. Diese vereinfachte Einteilung wird jedoch kritisiert, da zum einen auch der östliche Teil Deutschlands lange Zeit von Slawen besiedelt war und teilweise heute noch ist (siehe Sorben) und zum anderen Länder wie Ungarn, Rumänien, Moldau, Estland sowie Litauen und Lettland als überwiegend nichtslawische Länder umgeben von slawischen Völkern außer Acht gelassen werden.
- Im politischen Sinn bezeichnete Osteuropa während des Kalten Krieges die europäischen Ostblockstaaten.

Die osteuropäischen und die ostmitteleuropäischen Länder werden aus politischen Gründen häufig gemeinsam betrachtet. Im EU-Jargon lautet die Abkürzung dafür MOEL.
- Im statistischen Sinne seit frühestens 1945 der Vereinten Nationen[2] umfasst das östliche Europa: Bulgarien, die Republik Moldau, Rumänien, Russland, die Slowakei, die Ukraine, Ungarn, Polen, Tschechien und Belarus. Die baltischen Staaten zählen bereits zum nördlichen Europa.
- Im sprachlich-geografischen Sinne der Vereinten Nationen[3] umfasst die Abteilung für Osteuropa, Nord- und Zentralasien folgende Staaten: Armenien, Aserbaidschan, Bulgarien, Kirgisistan, Mongolei, Russland, die Ukraine, Usbekistan und Belarus.

Osteuropa war ein zentrales Forschungsgebiet der Ostforschung, die im östlichen Teil Deutschlands ihren Anfang hat.
Viele osteuropäische Länder benutzen die osteuropäische Zeit (OEZ).